# Niedersächsischer Landesverein für Urgeschichte
Der Niedersächsische Landesverein für Urgeschichte ist ein Verein zur Erforschung der frühen Landesgeschichte in Niedersachsen. Er wurde am 16. September 1932 im Provinzialmuseum Hannover als „Arbeitsgemeinschaft für die Urgeschichte Nordwestdeutschlands“ gegründet. Heute ist der Landesverein mit rund 450 Mitgliedern (Stand 2004) der größte archäologische Verein in Niedersachsen. Er gehört dem Dachverband des Archäologischen Arbeitskreises Niedersachsen an. 

## Geschichte
Der Prähistoriker Karl Hermann Jacob-Friesen initiierte 1932 die Gründung der „Arbeitsgemeinschaft für die Urgeschichte Nordwestdeutschlands“ und wurde deren erster Vorsitzender. Ab 1933 gab die Arbeitsgemeinschaft die wissenschaftliche Zeitschrift Die Kunde – Mitteilungsblatt für die Urgeschichte Nordwestdeutschlands heraus. Zu den Zielen der Arbeitsgemeinschaft gehörte die Zusammenführung von urgeschichtlich interessierten Personen, die Aufklärung der Bevölkerung über die Bedeutung von urgeschichtlichen Bodendenkmalen sowie deren Schutz. Die Angebote der Arbeitsgemeinschaft an ihre Mitglieder waren unter anderem Fachvorträge, Grabungsbesuche und Lehrgänge zur Urgeschichte.
Nach dem Zweiten Weltkrieg wurde der Verein im Jahre 1950 als „Niedersächsischer Landesverein für Urgeschichte“ neu gegründet. Bei der Neugründung wurde festgelegt, dass die Vereinstätigkeit in enger Zusammenarbeit mit der Urgeschichtlichen Abteilung des Niedersächsischen Landesmuseums Hannover erfolgen soll. Ebenso wurde festgelegt, dass der erste und zweite Vorsitzendes des Vereins dem wissenschaftlichen Personal des Landesmuseums entstammen sollen, was u. a. in der Person des Direktors der Urgeschichtsabteilung Wolfgang Dietrich Asmus geschah. Die Herausgabe der jährlichen Zeitschrift Die Kunde. Zeitschrift für niedersächsische Archäologie mit Forschungsberichten wurde fortgeführt (2013 erschien Band 62 - 2011). 
1981 ging aus dem Landesverein der Freundeskreis für Ur- und Frühgeschichte (FUF) hervor, nachdem Heinz Schirnig als Leiter der Urgeschichtlichen Abteilung des Landesmuseums 1978 ein Seminar zu einem vorrömischen Urnenfriedhof in Riepe an der Volkshochschule Hannover durchgeführt hatte. Die Aktivitäten des Freundeskreises bestanden aus sommerlichen Exkursionen, winterlichen Museumsbesuchen sowie die Teilnahme an Ausgrabungen in Niedersachsen. Dem Freundeskreis gehörten im Jahr 2004 etwa 170 Mitglieder an. Aus organisatorischen Gründen wurde der Freundeskreis Anfang 2014 mit 100 Mitgliedern dem Niedersächsischen Landesverein für Urgeschichte angegliedert.
1999 wurde der Arbeitskreis...Steinzeit gegründet, ein regionales Forum für Steinzeitfragen, das von Laien, Amateurarchäologen und Fachwissenschaftlern gleichermaßen besucht wird. Der Arbeitskreis trifft sich viermal jährlich. Einmal jährlich veranstaltet der Arbeitskreis eine Fachtagung, die wissenschaftliche Vorträge, Fundmitteilungen sowie eine Steinzeitbörse umfasst. Die Börse bietet Gelegenheit, Funde vorzulegen und begutachten zu lassen.
Am 4. März 2009 konstituierte sich der Arbeitskreis...Felsbilder.
Erster Vorsitzender des Vereins war bis 2018 der Prähistoriker Stephan Veil, ehemals Leiter der Archäologischen Abteilung des Niedersächsischen Landesmuseums in Hannover. Auf der Jahreshauptversammlung am 8. März 2018 wurde der Prähistoriker Florian Klimscha, Kurator im Fachbereich Archäologie des Landesmuseums Hannover, zu seinem Nachfolger gewählt.

## Publikationen
- Die Kunde. Zeitschrift für niedersächsische Archäologie. 1933–1944, Neue Folge (N.F.) seit 1950, ISSN 0342-0736, (2010 erschien Band 60, 2009).